# Leptognatha nigrivestis
Leptognatha nigrivestis is een keversoort uit de familie van de loopkevers (Carabidae). De wetenschappelijke naam van de soort is voor het eerst geldig gepubliceerd in 1959 door C.M.C. Brouérius van Nidek.